# South Masson Range
South Masson Range är en bergskedja i Antarktis. Den ligger i den nordöstra delen av kontinenten. Australien gör anspråk på området.